# 가와라반

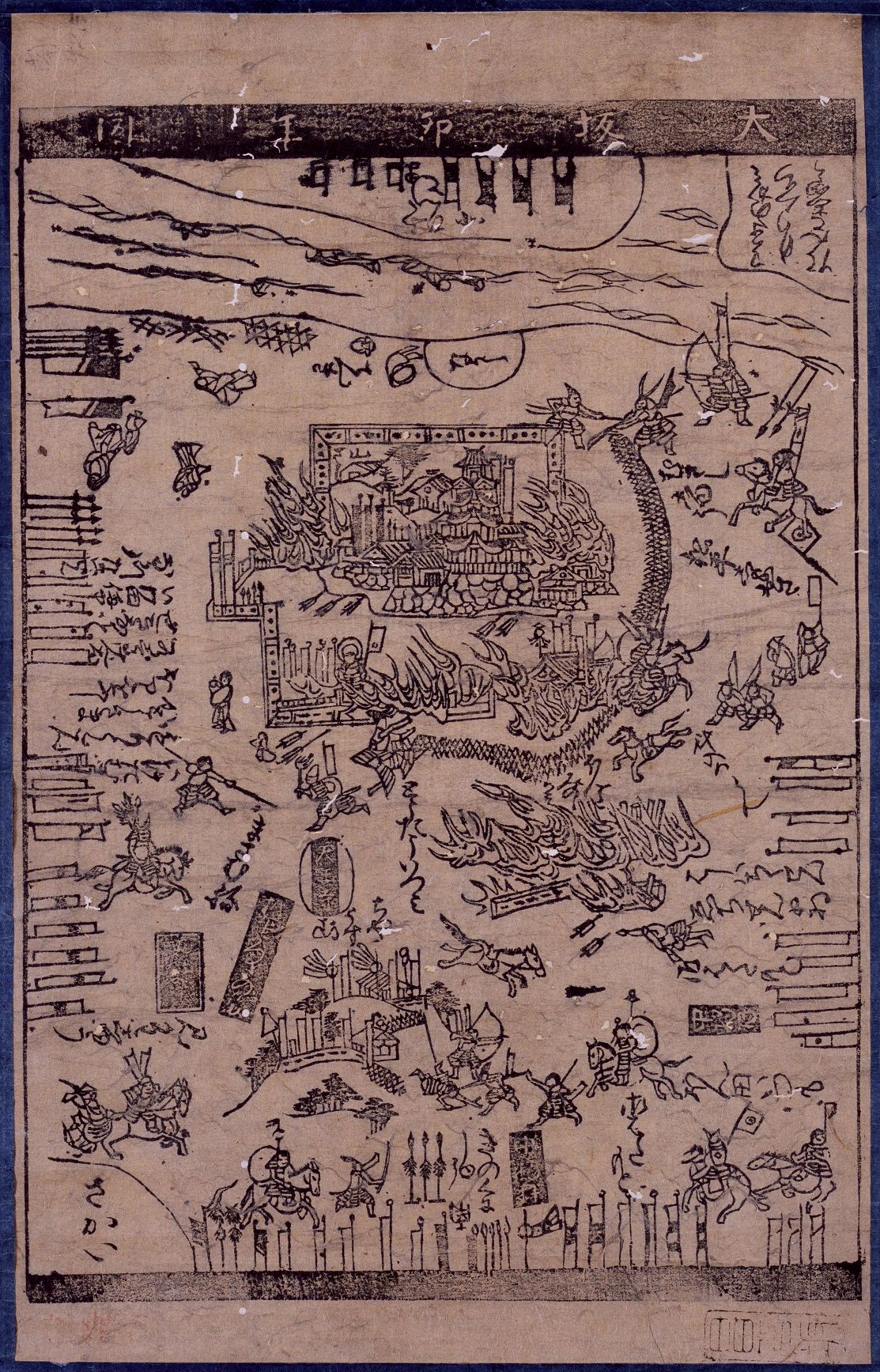

가와라반(瓦版)은 일본의 에도 시대, 천재지변이나 대화재, 정사(情死) 등의 시사성이 높은 뉴스 등을 빠른 시간에 전하기 위해 만들어졌던 정보지를 말한다. 길거리에서 가와라반을 읽으면서(讀) 팔았기(賣) 때문에 요미우리(読売, 讀賣)라고도 불렸다. 목판에 새겨 만든 것이 일반적이었고, 대부분 한 장의 목판에 새긴 형태였다. 삽화 등이 들어가는 경우도 있었으며, 에도 막부 말기에 많이 출판되었다. 메이지 시대 초기까지도 출판된 일이 있었다고 하나, 그 후 신문의 등장과 함께 쇠퇴했다.
현대 일본에서는 게시판의 의미로 쓰이는 용어이기도 하다.

## 같이 보기
- 니시키에
- 요미우리 신문